# Марано Екуо
Мара̀но Ѐкуо (на италиански: Marano Equo) е село и община в Централна Италия, провинция Рим, регион Лацио. Разположено е на 450 m надморска височина. Населението на общината е 825 души (към 2010 г.).